# Final Fantasy II
Final Fantasy II (jap. ファイナルファンタジーII Fainaru Fantajī Tsū) – gra jRPG wyprodukowana i wydana przez Square Co., Ltd. w 1988 roku. Oryginalnie wydana na Nintendo Entertainment System tylko Japonii, natomiast w USA, Europie Zachodniej i Polsce ukazała się w 2003 roku na PlayStation jako Final Fantasy Origins (w zestawie sprzedawana razem z Final Fantasy).

## Bohaterowie
W odróżnienie od poprzednika, Final Fantasy, bohaterowie gry mają z góry określone imiona i historie. Trzech głównych bohaterów zawsze jest do dyspozycji gracza jako członkowie drużyny, natomiast ich czwarty towarzysz zmienia się w trakcie gry.

### Główni bohaterowie
- Firion – adoptowany brat Marii i Leona, przyjaciel Guya z czasów dzieciństwa. Pragnie pomścić los swojej rodziny niszcząc Imperium Palamecii.
- Maria – przyjaciółka Firiona i Guya, siostra Leona. Próbuje odnaleźć swojego brata po tym, gdy ten zniknął podczas ucieczki z Fynn.
- Guy – przyjaciel Firiona i Marii. Sierota wychowywana przez dzikie zwierzęta, zanim został przygarnięty przez rodziców Marii i Leona. Jego znajomość ludzkiego języka jest ograniczona, ale potrafi rozmawiać ze zwierzętami.

### Tymczasowi członkowie drużyny
- Leon – starszy brat Marii. Zaginął podczas ataku Imperium na Fynn, później staje się wiernym poddanym Imperatora jako czarny rycerz.
- Minwu – biały mag, doradca księżniczki Hildy. Dołącza do drużyny na wczesnym etapie gry, ucząc bohaterów białej magii.
- Josef – górnik z Salamand. Po tym jak bohaterowie ratują jego córkę Nelly z niewoli imperialnej, oferuje im pomoc w poszukiwaniu Dzwonu Bogini.
- Gordon – książę Kashuan, uciekinier z pola bitwy po śmierci jego brata Scotta. Uważa się za tchórza, dołącza do drużyny w walce z Imperium aby odkupić swoje winy.
- Leila – piratka, próbuje okraść drużynę, ale zostaje wraz z jej załogą z łatwością pokonana. Wdzięczna za okazaną łaskę, staje się sprzymierzeńcem rebeliantów.
- Ricard Highwind – ostatni dragoon z Deist. Uwięziony przez jakiś czas wewnątrz Lewiatana, pragnie wrócić do walki z Imperium by pomścić poległych towarzyszy.

### Pozostałe postacie
- Scott – książę Kashuan, starszy brat Gordona. Bohateriowie trafiają na niego, śmiertelnie rannego w Fynn, gdzie otrzymują od niego jego pierścień. Darzy uczuciem księżniczkę Hildę.
- Hilda – księżniczka Fynn, przywódczyni Rebelii Dzikiej Róży. Darzy uczuciem księcia Scotta. Zapewnia kluczowe wskazówki bohaterom.
- Paul – przyjazny złodziej i członek Rebelii Dzikiej Róży. Często pomaga bohaterom w działaniach przeciw Imperium.
- Cid – gburowaty starszy mężczyzna z zamiłowaniem do lotnictwa. Prowadzi działalność przewozów swoim statkiem powietrznym za opłatą.

## Fabuła
Historia zaczyna się, gdy imperator Palamecii postanowił zawładnąć światem i najechał pokojowo nastawione królestwo Fynn. Kraina została zdobyta, a czwórka bohaterów (Firion, Maria, Guy i Leon) zaatakowana przez Czarnych Rycerzy imperium, osierocona oraz pozostawiona na pewną śmierć. Firion, Matia i Guy zostają uratowani przez Hildę, księżniczkę Fynn i przywódczyni. Bohaterowie (poza Leonem, który zaginął) zostają zabrani do miasta Altair, dokąd uciekli rebelianci z Fynn, znani jako Rebelia Dzikiej Róży. Postanawiają pomóc rebelii, aby w końcu odzyskać Fynn i pokonać Imperatora. Księżniczka Hilda odmawia ze względu na ich młody wiek i brak doświadczenia w walce.
Firion, Maria i Guy wracają do Fynn, gdzie trafiają na umierającego księcia Scotta. Opowiada im o zdradzie hrabiego Borghena, prosi o odnalezienie i dodanie otuchy jego bratu Gordonowi, który boi się przyłączyć do rebelii oraz by nie mówili Hildzie o jego uczuciu do niej. Przed śmiercią przekazuje bohaterom jego pierścień. Bohaterowie oddają pierścień Hildzie, która widząc na co stać trójkę, zgadza się na ich udział w walce z Imperium.
Grupa w towarzystwie doradcy księżniczki, maga Minwu, zostaje wysłana do Salamandy w poszukiwaniu Mythrilu. Odpowiedzialny był za to jeden z rebeliantów, Josef, jednak utracono z nim kontakt. Drużyna odnajduje Josefa, jednak ten odmawia udzielenia im informacji, ponieważ Imperium porwało jego córkę Nelly, a Borghen zagroził, że zabije ją jeśli ten pomoże rebeliantom. Poleca drużynie udać się do wodospadów Semitt i uwolnić Nelly oraz mieszkańców Salamandy uwięzionych w kopalniach. Udaje im się to, jednocześnie ratują Paula, złodzieja na usługach rebelii. Pokonawszy jednego z imperialnych sierżantów, grupa zdobywa Mythril i wraca do Altair.
Po tym gdy zbrojmistrz Tobul wytworzył mythrilowy ekwipunek, drużyna zostaje wysłana do Bafsk, którego mieszkańcy zostali przez Imperium przymuszeni do budowy statku powietrznego Dreadnought. Budowę nadzorował tajemniczy Mroczny Rycerz, ale po utracie Mythrilu nadzór przejął Borghen. Buntownicy chcą zniszczyć statek zanim zostanie ukończony, jednak tuż przed dotarciem do niego Mroczny Rycerz przejmuje kontrolę nad statkiem i odlatuje.
Dreadnought atakuje miasta Poft, Paloom, Gatrea i Altair, ale baza rebeliantów uchodzi bez szwanku. Minwu wyjeżdża, aby zaopiekować się chorym królem Fynn. Po rozmowie z Cidem, właścicielem drugiego statku powietrznego na świecie, Hilda i drużyna postanawiają zdobyć Słoneczny Ogień z Twierdzy Kashuan, jednak aby tam wejść, potrzebują Dzwonu Bogini. Josef pomaga drużynie dotrzeć do Jaskini Śnieżnej za pomocą skutera śnieżnego, a drużyna odzyskuje znajdujący się w niej dzwon, jednak w drodze powrotnej Borghen atakuje drużynę i chociaż zostaje pokonany, wysyła za nimi głaz. Josef powstrzymuje głaz, aby umożliwić drużynie ucieczkę i zostaje zmiażdżony.
Z ciężkim sercem, ale z odnowioną determinacją, by pomścić Josefa, drużyna udaje się do opuszczonego królestwa Kashuan po Słoneczny Ogień. Wchodzą do twierdzy i znajdują samotnego Gordona, który  nie był w stanie przedrzeć się przez potwory w środku. Dołącza do drużyny i pomaga im zlokalizować Pochodnię Egila, jedyne naczynie, którego mogą używać do przenoszenia Ognia Słonecznego. Drużyna pokonuje Czerwoną Duszę dla pochodni i odzyskuje Ogień Słońca. Wychodząc, są świadkami, jak sterowiec Cida zostaje przechwycony przez Dreadnought, który ląduje, aby uzupełnić zapasy paliwa na dalekim południu. Grupa udaje się tam, uwalnia Cida (i Hildę, która była na pokładzie sterowca Cida) i wrzuca Ogień Słoneczny do silnika Dreadnoughta zgodnie z poleceniem Cida. Spotykają Mrocznego Rycerza w maszynowni, a Maria rozpoznaje jego głos, ale nie mają czasu i uciekają tuż przed zniszczeniem sterowca.
Drużyna triumfalnie wraca na Altair i dowiaduje się, że król wkrótce umrze. Ostatnimi siłami planuje trójstronny atak na Imperium, aby odzyskać Fynn. Zgodnie ze swoim planem Minwu udaje się do Mysidii, aby odzyskać Ultimę, najwyższą magiczną księgę, Gordon obejmuje dowództwo nad armią rebeliantów, która ma bezpośrednio zaatakować Fynn, a drużyna Firiona udaje się do wyspiarskiego narodu Deist, aby pozyskać pomoc Dragoonów. Hilda zaczęła się dziwnie zachowywać i wycofuje się do swoich komnat. Drużyna przyjmuje propozycję przewozu od Leili, która wyjawia, że jest kapitanem piratów i próbuje okraść drużynę. Kiedy pokonują ją i jej załogę, jest pod wrażeniem i dołącza do nich. Docierają do Deist, ale znajdują Dragoonów poległych w bitwie. Pozostała tylko jedna Wiwerna, która wkrótce umiera, zatruta przez Imperium. Daje drużynie ostatnie Jajo Wiwerny, które grupa upuszcza uzdrawiającego źródła na dnie Jaskini Deist, aby je inkubować i przyspieszyć proces jego wzrostu.
Drużyna wraca do Altair z pustymi rękami, a Firion dowiaduje się, że uratowana przez nich Hilda to przebrana królowa Lamii. Prawdziwa Hilda będzie nagrodą w turnieju w Koloseum Palamecii. Grupa z Gordonem na czele śpieszy z pomocą, pokonując Behemotha w Koloseum, aby zdobyć Hildę jako nagrodę. Cesarz obserujący walkę wrzuca grupę do lochów. Ratuje ich Paul, który otwiera ich celę. Hilda i Gordon uciekają samodzielnie, podczas gdy reszta drużyny odwraca uwagę strażników.
Armia rebeliantów planuje atak na Fynn i obozuje za miastem. Firion, Maria, Guy i Leila prowadzą atak i pokonują cesarskiego kasztelana Gottosa. Jednak nigdzie nie można znaleźć Minwu ani Księgi Ultimy, więc Hilda instruuje drużynę, aby go odszukała i odzyskała Księgę z Wieży Mysidii. Po zdobyciu Kryształowej Różdżki w próbach na Tropikalnej Wyspie, drużyna udaje się do Wieży, gdzie zostaje połknięta przez Lewiatana. Rozbita i oddzielona od Leili drużyna przedostaje się z wnętrzności Lewiatana do ujścia, gdzie z pomocą Dragoona Ricarda Highwinda odzyskuje statek. Kierują się do Wieży z Ricardem, pokonują Ognistego, Lodowego i Grzmotowego Giganta i znajdują Minwu w Komnacie Pieczęci. Czekał na przybycie grupy Firiona; kiedy już tam docierają, używa swojej siły życiowej, aby złamać pieczęć.
Drużyna zabiera Ultimę i wraca do Fynn, ale odkrywa, że miasta Altair, Gatrea, Paloom i Poft zostały zniszczone przez tajemniczą siłę znaną jako Cyklon, który stwarza ryzyko rozerwania świata na kawałki, jeśli drużyna nie będzie w stanie znaleźć sposoby na jego powstrzymanie. Hilda wyjaśnia, że za pomocą wisiorka można przywołać wiwerny w komnacie na szczycie zamku, a Paul daje im ten przedmiot. Wisior przywołuje młodą wiwernę, która wykluła się w Deist, a ona wlatuje do Cyklonu.
Drużyna infiltruje fortecę wewnątrz Cyklonu i pokonuje Cesarza. W Fynn odbywa się uroczystość zwycięstwa, którą przerywa wiadomość, że Mroczny Rycerz to dawno zaginiony brat Marii, Leon, który koronował się na Cesarza. Cid, umierający po ataku na Paloom, oddaje drużynie swój statek powietrzny. Lecą do Palamecii, gdzie Leon odrzuca prośby Marii i przygotowuje się do bitwy, ale Cesarz powraca z piekła, teraz potężniejszy niż kiedykolwiek, i ujawnia swoje zamiary sprowadzenia piekła na Ziemię, nie dbając już o rządzenie Palamecią. Ricard poświęca się w walce z Imperatorem, aby inni mogli uciec na Wiwernie.
Po śmierci Ricarda Mroczny Cesarz wznosi Zamek Pandemonium, fortecę Władcy Piekła, aby zbudować nowe Imperium. Leon dołącza do drużyny na rozkaz Firiona, a oni wyruszają, aby przygotować się do ostatecznej bitwy. Po powrocie do Deist, aby zdobyć Excalibur, cenny miecz Dragoonów, drużyna przedostaje się przez Nefrytowe Przejście, wchodząc do Pandemonium od dołu, ponieważ inne formy podejścia są niemożliwe. Wewnątrz zamku drużyna przebija się przez kilku najpotężniejszych sług Imperatora, w tym nieumarłego Borghena, w drodze do tronu na szczycie.
Dochodzi do zaciętej bitwy, podczas której Cesarz próbuje zniszczyć ostatnią nadzieję ruchu oporu. Pomimo jego potężnych zaklęć i zdolności przywoływania meteorów, Firion i pozostali pokonują go na dobre. Wracają do zamku Fynn, gdzie Hilda, Gordon, Nelly, Leila i Paul czekają, aby pogratulować drużynie zwycięstwa. Życie dla każdego zaczyna się od nowa, ale Leon odchodzi, czując, że wydarzyło się między nimi zbyt wiele, aby mógł zostać. Maria protestuje, ale Firion mówi, że będą czekać, kiedy Leon będzie gotowy do powrotu.
Wraz z końcem wojny potwory wezwane z piekła znikają, a na świecie powraca pokój, ostatecznie zapominając o gorzkich wspomnieniach, poza tymi o wysiłkach młodych bohaterów.